# Rauw!
Rauw! was een televisieprogramma op Talpa dat voor het eerst werd uitgezonden op 2 mei 2006. Het was een improvisatiecomedy die werd gespeeld door onder meer Jennifer Hoffman en Georgina Verbaan.
Afleveringen werden ingeleid door Harm Edens, die vertelde wat de beginsituatie van de aflevering was. In een klein decor voor publiek speelden de acteurs een aantal scènes waarvan ze alleen deze beginsituatie kenden. Alle acteurs improviseerden totdat een van hen een opdracht van Edens kreeg, doorgegeven via een oortje. Alleen het personage waarvoor de boodschap bedoeld was kon dit horen, het publiek kon het op een scherm lezen.
Vanaf juni 2009 wordt het programma herhaald op RTL 5.

## Rolverdeling
- Kiki - Georgina Verbaan
- Anouk - Jennifer Hoffman
- Dennis - Robin Rienstra
- Jasper - Diede Zillinger Molenaar
- Nicole - Miryanna van Reeden
- Peter-Paul - Vincent Croiset
- Hafid - Mimoun Oaïssa
- Joeri - Waldemar Torenstra